# Accident d'un Lockheed C-130 Hercules de Coulson Aviation
Le 23 janvier 2020, un Lockheed C-130 Hercules de Coulson Aviation s'est écrasé alors qu'il combattait un feux de forêt pour le compte du service de lutte anti-incendie de la Nouvelle-Galles du Sud (en), pendant la saison des feux de brousse de 2019-2020 en Australie.
Les trois membres d'équipage présents à bord, tous de nationalité américaine, ont été tués sur le coup, après que l'avion a heurté un arbre avant d'entrer en collision avec le sol, déclenchant un violent incendie post-impact alimenté par le carburant.
Le Bureau australien de la sécurité des transports (ATSB) a déterminé que la cause de l'accident est probablement liée aux mauvaises conditions météorologiques présentes dans la région, notamment la présence de cisaillement de vent à basse altitude et l'augmentation du vent arrière lors des manœuvres, entraînant le décrochage de l'avion, lors du largage de retardant à une altitude et avec une vitesse faible.

## Contexte
Les feux de brousse de 2019-2020 en Australie ont détruit plus de 2 000 maisons, brûlé 24,3 millions d'hectares (243 000 km2) de terrain et fait 34 morts sur la côte est de l'Australie. Dans le cadre des efforts de lutte contre ses incendies, de nombreux avions petits et grands ont été utilisés à la fois pour lutter contre les incendies au sol et pour fournir aux services d'urgence des informations sur l'évolution des feux de brousse.
Le 23 janvier 2020, vers 11 heures du matin, le centre des opérations du service de lutte anti-incendie de la Nouvelle-Galles du Sud (en) (NSW Rural Fire Service) a chargé deux avions bombardiers d'eau (ABE) et un avion d'observation de la base aérienne de Richmond de se rendre à Adaminaby, en raison du risque croissant d'incendie dans cette zone, le hameau et les propriétés rurales environnantes étant menacés par un incendie se propageant à proximité, associé à des vents violents et à des conditions météorologiques dangereuses.

## Avion
L'appareil impliqué, un Lockheed EC-130Q Hercules immatriculé N134CG (numéro de série 4904), était exploité par la société canadienne Coulson Aviation et a été fabriqué par Lockheed en 1981. Il était équipé de quatre turbopropulseurs, de type Allison T56-A-15.
Il appartenait auparavant à l'US Navy, qui l'a ensuite transféré à la NASA en 1992, qui l'a retiré du service et entreposé. L'avion a ensuite été modernisé en 2018 par Coulson Aviation, à des fins de lutte aérienne anti-incendie, et un système de réservoir d'une capacité de 4 000 gallons US (15 000 L) a été installé. L'avion totalise 11 888 heures de vol au moment de l'accident, dont 683 consacrées à la lutte contre les incendies depuis sa conversion en 2018.
L'avion opérait en Australie en raison d'un accord saisonnier entre NSW RFS et Coulson Aviation, avant la saison des incendies de végétation en Australie.

## Déroulement des faits

### Bombardier 137

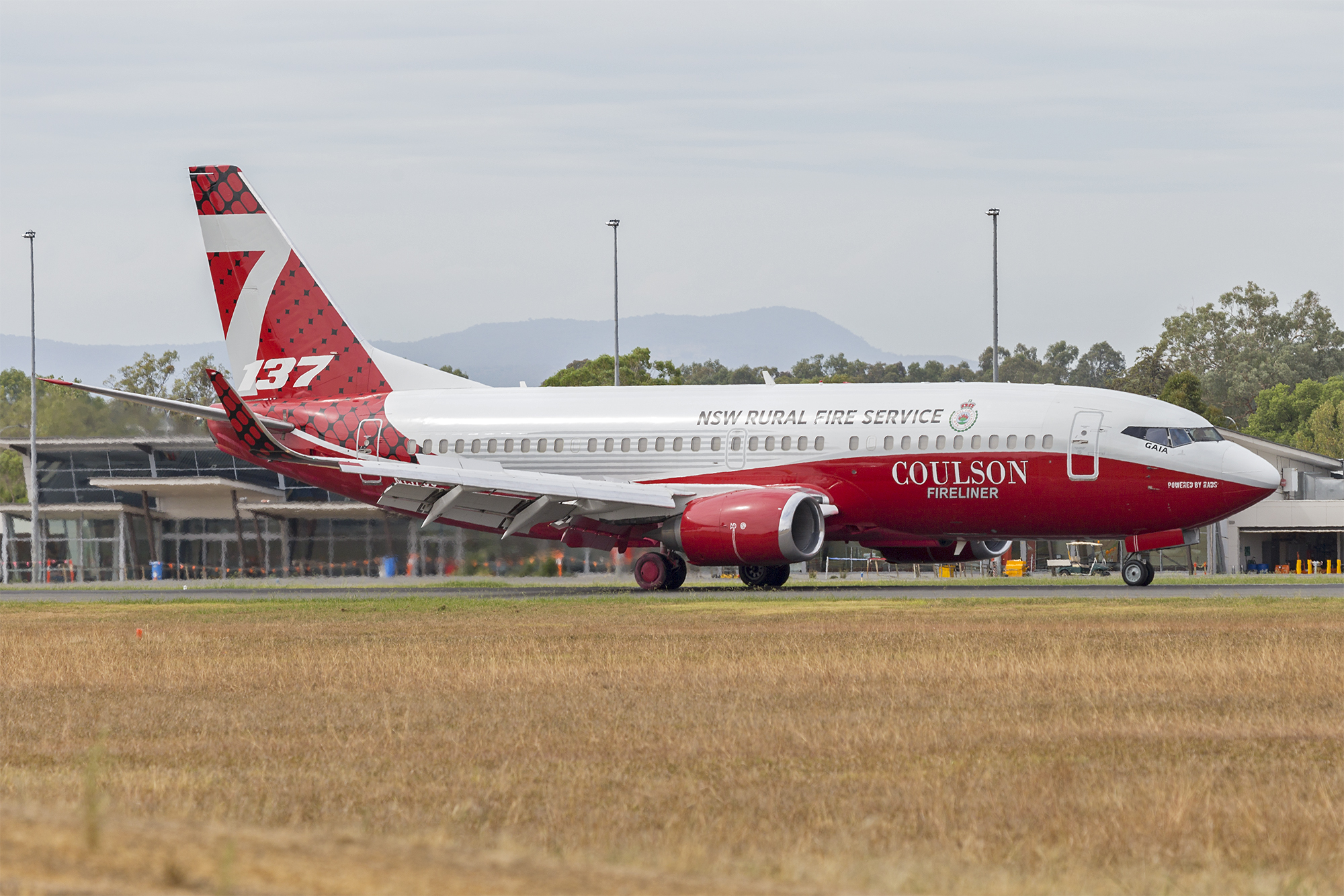
N137CG, le Bombardier 137 impliqué, ici à l'aéroport d'Albury en mars 2019.

Parmi les deux avions bombardiers d'eau impliqués, le Bombardier 137 (B137), un Boeing 737-3H4 immatriculé N137CG, a quitté la base aérienne de Richmond à 11h27, et est arrivé sur le lieu de l'incendie à Adaminaby vers 11h55. L'équipage a fait le tour de la zone de largage prévue pendant environ 25 minutes, en raison des conditions météorologiques et de la présence de pompiers au sol dans la zone de largage prévue.
Pendant le vol, l'équipage du B137 a reçu une alerte de cisaillement de vent sur le système informatique de l'avion, et des vents forts provoquant une inclinaison incontrôlée allant jusqu'à 45°. L'équipage du B137 a signalé des vents de 50 nœuds (93 km/h) à 800 pieds (240 m) au-dessus du sol, ainsi que des vents de 37 nœuds (69 km/h) à 200 pieds (61 m) au-dessus du sol.
Après avoir larguée avec succès la charge de retardant, le B137 a quitté la zone de l'incendie vers 12h25, le commandant de bord, alors pilote aux commandes (PIC), informe l'annulation de l'exploitation de l'avion en raison des conditions météorologiques, jugées trop dangereuses dans ce secteur. L'équipage du B137 a ensuite reçu une demande de rechargement de l'avion avec du retardant à Canberra et de retourner à Adaminaby. Le commandant de bord a alors répondu qu'il ne retournerait pas sur la zone de l'incendie car « les vents devenaient trop forts et la visibilité était dangereusement réduite ».

### Bombardier 134

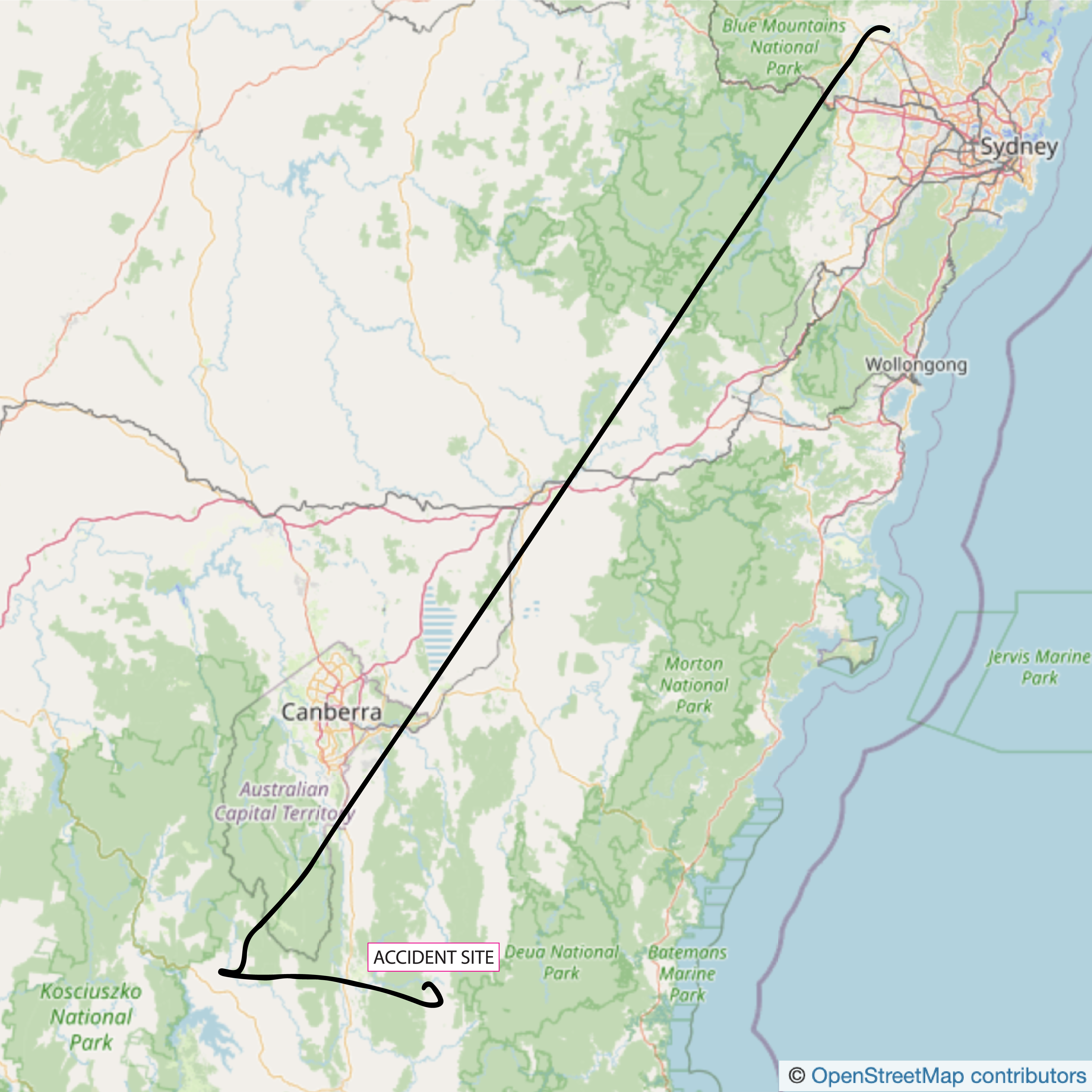
Trajectoire de vol du Bombardier 134.

Le deuxième avion bombardier d'eau, le Bombardier 134 (B134), un Lockheed EC-130Q Hercules immatriculé N134CG, avec trois membres d'équipage à son bord, a quitté la base aérienne de Richmond vers 12h05.
Vers 12h35, alors qu'il se dirigeait vers la zone de largage, le commandant de bord du B137 a contacté le commandant de bord du B134 pour l'informer qu'en raison des vents violents, il ne reviendrait pas sur le secteur. Lors de cet échange, le PIC de B134 a posé plusieurs questions au PIC de B137 sur les conditions météorologiques. Fort de ces informations, l’équipage a décidé de continuer à évaluer lui-même les conditions au sol.
Après être arrivé dans la zone de l'incendie à Adaminaby vers 12h51, l'équipage du B134 a effectué plusieurs passages autour de l'incendie, à une hauteur d'environ 2 000 pieds (610 m) au-dessus du sol, et a décidé que les conditions étaient trop dangereuses pour un largage de retardant sur la zone du feu. Vers 12h55, l'équipage informe le centre de contrôle des incendies de Cooma de sa décision.
Le centre de contrôle des incendies de Cooma a ensuite fourni à l'équipage l'emplacement d'un autre incendie à environ 58 km à l'est d'Adaminaby. Le centre de contrôle a alors demandé à l'équipage du B134 de rechercher des zones de largage potentielles, dans le but de protéger les infrastructures et les propriétés à proximité de Peak View. Vers 12h59, l'équipage du B134 informe le contrôle aérien de ses nouvelles coordonnées.
Vers 13h07, l'appareil arrive sur la zone de largage et, après avoir effectué deux passages autour de la zone de largage, l'équipage du B134 a informé le centre de contrôle qu'il était prêt à procéder au largage.

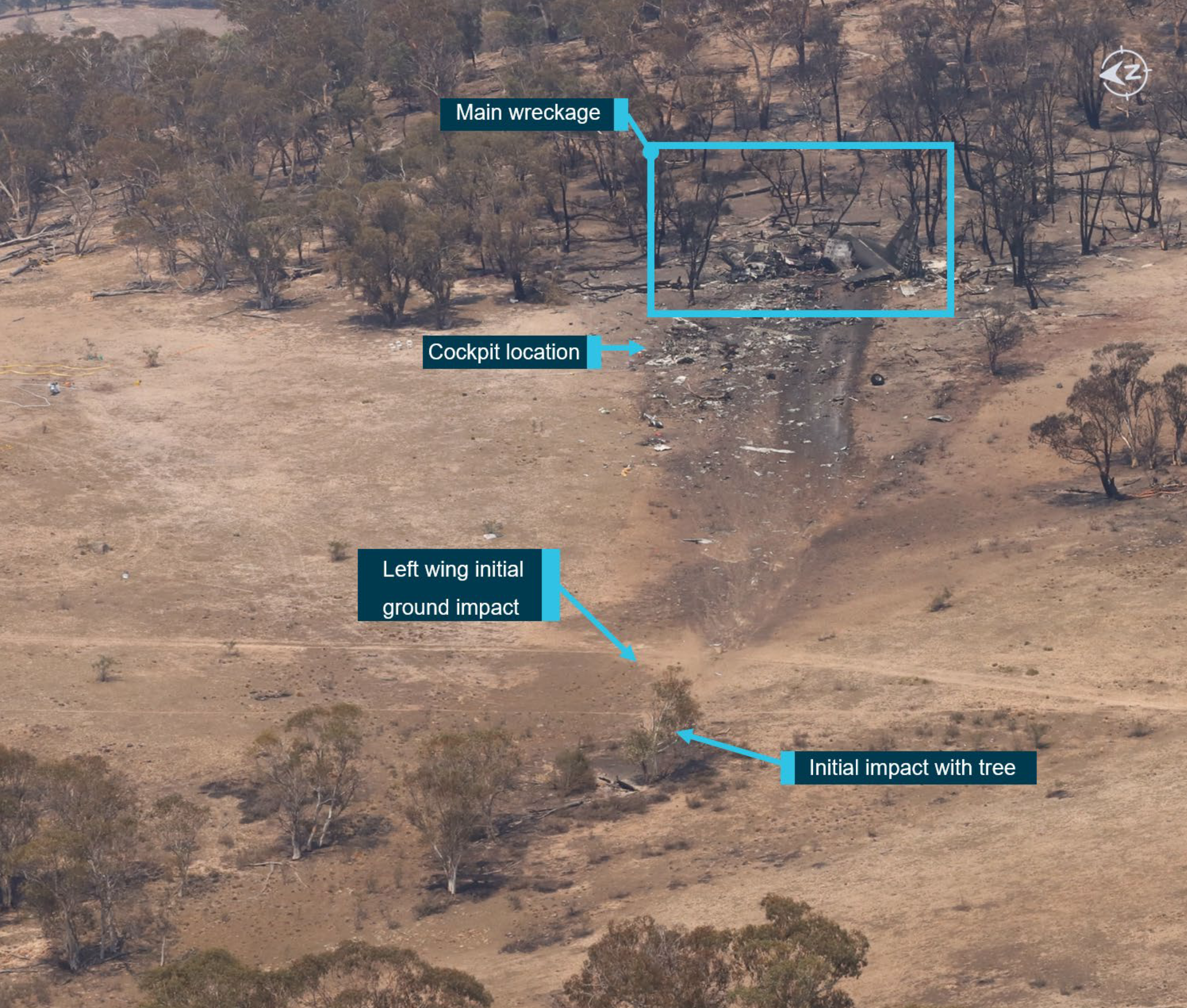
Prise de vue aérienne du site du crash.

À 13h15min15s, l'équipage a effectué un largage partiel de retardant à environ 190 pieds (58 m) au-dessus du sol, libérant environ 1 200 gallons US (4 500 L) de produit retardant. L'avion a ensuite commencé à monter jusqu'à environ 330 pieds (100 m) au-dessus du sol, où il a commencé à osciller d'un angle de roulis à gauche d'environ 18° à un angle de roulis à droite de 6°. À 13h15min32s, il a commencé à descendre à une altitude très basse au-dessus du sol, avec un roulis prononcé vers la gauche. Vers 13h15min37s, le B134 est entré en collision à grande vitesse avec le sol, et un incendie alimenté par le carburant s'est déclaré rapidement après l'impact. Les trois membres d'équipage ont tous été tués sur le coup et l'avion a été presque totalement détruit. Aucun appel de détresse n'a été reçu par le contrôle aérien avant le crash.

## Victimes
Les trois victimes de l'accident étaient des citoyens américains qui travaillaient en Australie pour aider lors de la saison des feux de brousse de 2019-2020 en Australie.
Ian McBeth, le commandant de bord, vivait dans le Montana et a servi comme pilote dans la garde nationale aérienne du Wyoming, aux États-Unis et dans la garde nationale aérienne du Montana, travaillant principalement dans le domaine de la lutte aérienne contre les feux de forêt. McBeth, qui effectuait son dernier quart de travail au moment de l'accident, travaillait pour Coulson Aviation depuis 2014. Il totalisait 4 010 heures de vol à son actif, dont 3 010 sur C-130 Hercules. Il avait également effectué 994 largages aux commandes d’avions bombardiers d'eau au cours de sa carrière.
Paul Hudson, le copilote, a servi dans le Corps des Marines des États-Unis pendant 20 ans, avant de prendre sa retraite en tant que lieutenant-colonel en 2019. Hudson, qui a rejoint Coulson Aviation en septembre 2019, totalisait 1 744 heures de vol, dont environ 1 364 heures sur C-130 Hercules. C'était la première saison de lutte anti-incendie pour Hudson, lorsqu'il s'est envolé pour l'Australie le 1er décembre 2019, et il n'avait effectué qu'environ 85 heures de vol pendant cette période.
Rick DeMorgan, l'officier mécanicien navigant, a servi dans l'US Air Force pendant 24 ans et a effectué treize déploiements en Irak et en Afghanistan au cours de sa carrière militaire. DeMorgan, qui a rejoint Coulson Aviation en novembre 2019 et qui effectuait également sa première saison de lutte anti-incendie, totalisait 4 050 heures de vol en tant qu'officier mécanicien navigant sur C-130 Hercules.

## Enquête

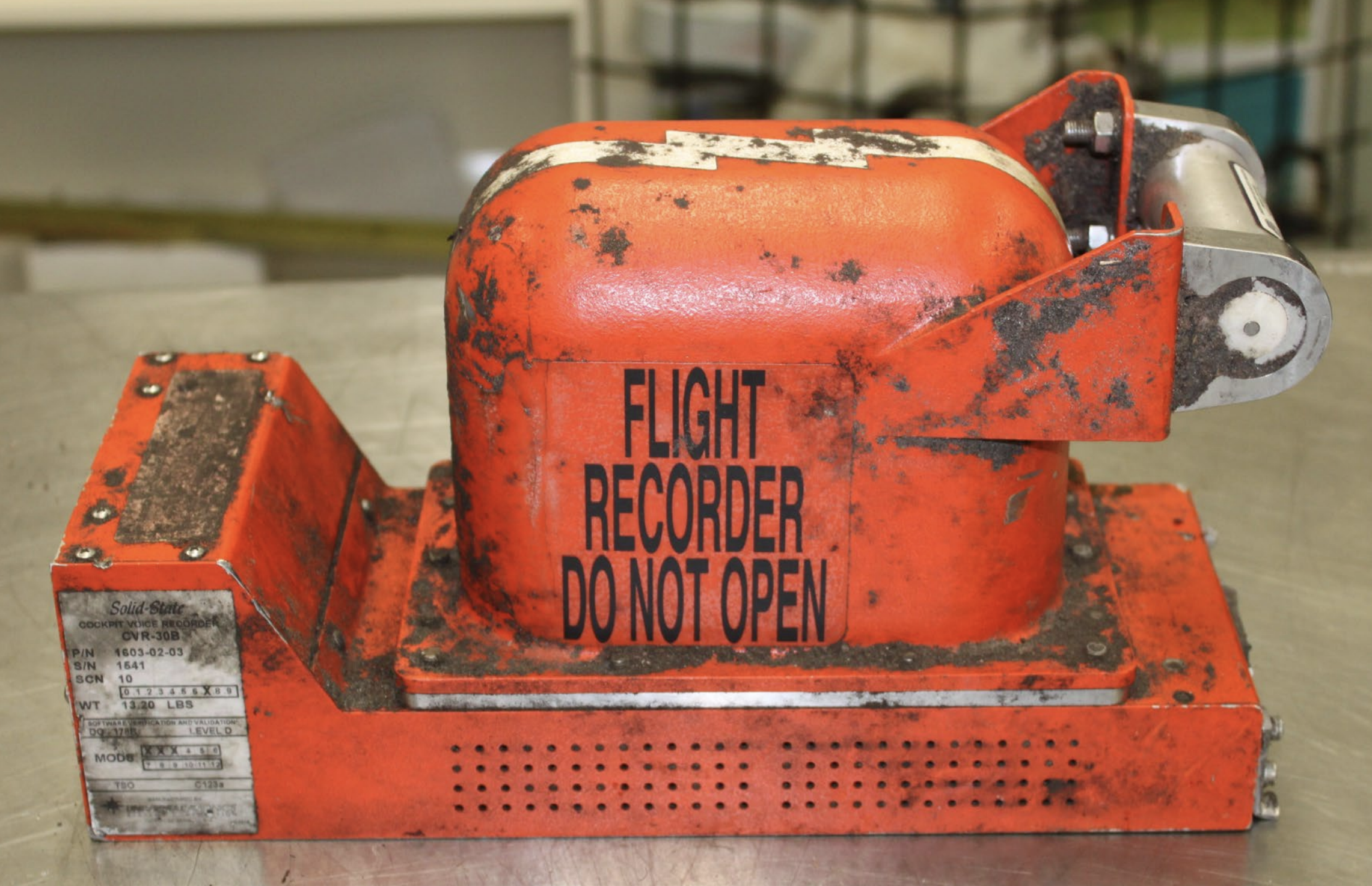
Photo de l'enregistreur phonique, récupéré dans l'épave de l'avion accidenté.

Le rapport final de l'enquête de l'ATSB, détaillant l'accident, ainsi que les conclusions et les recommandations de sécurité, a été publié le 29 août 2022.
Le lieu de l'accident est situé près de Peak View, en Nouvelle-Galles du Sud, et la traînée de débris était répartie linéairement sur une zone d'environ 180 m. L'examen sur place a révélé que l'avion est entré en collision avec un arbre, avant de percuter le sol à grande vitesse. Après l'impact initial, un violent incendie alimenté par le carburant a détruit la majeure partie de l'appareil. Il n'y a aucune preuve indiquant la présence de dommages structurels antérieurs à l'accident.
L'enregistreur phonique (CVR) de l'avion n'a pas enregistré les conversations dans le cockpit lors de l'accident. Lorsque les données ont été téléchargées, les enquêteurs ont trouvé 31 minutes de données audio provenant d'un vol précédent, survenu l'année précédente. Il est probable qu'un interrupteur inertiel (en) ait été activé lors d'un précédent atterrissage de l'avion et ait en conséquence coupé l'alimentation électrique du CVR.

## Cause de l'accident

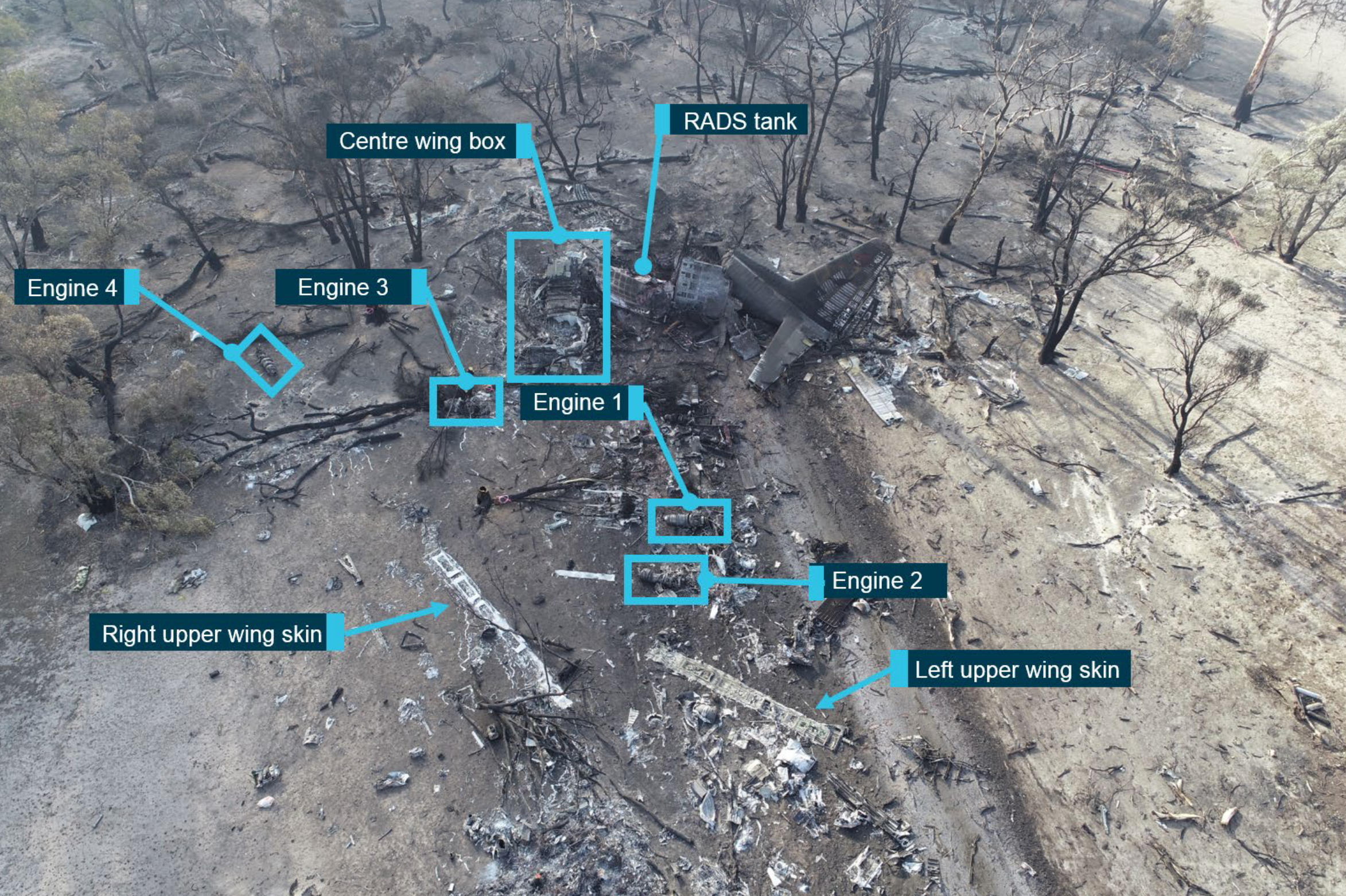
Photo aérienne du site de l'accident, montrant la répartition des principaux composants de l'épave.

L'enquête de l'ATSB a identifié les facteurs suivants comme ayant contribué au crash de l'avion : 
- Des conditions météorologiques dangereuses, notamment de fortes rafales de vent et la présence d'ondes orographiques dans la région, a conduit à la formation de turbulences qui ont également été exacerbées par l'incendie et la topographie du terrain.
- Le NSW RFS a poursuivi l'exercice alors qu'aucun des deux avions ne pouvait continuer les opérations de largage, en raison des conditions météo. De plus, le NSW RFS s'est appuyé sur l'avis du commandant de bord pour évaluer la viabilité de la mission, sans lui fournir toutes les informations disponibles pour prendre une décision éclairée sur la sécurité du vol.
- Une fois que l'équipage du B134 a conclu qu'un largage était trop dangereux à Adaminaby, en raison des mauvaises conditions météo, il s'est rendu sur le second site d'incendie, qui était alors soumis à des conditions météorologiques similaires, conformément à la politique de l'entreprise.
- Après le largage partiel du retardant et le virage à gauche, l'avion a très probablement été soumis à un cisaillement du vent à basse altitude et à une augmentation du vent arrière, ce qui aurait diminué les performances de montée de l'appareil. Alors qu'il se trouvait à basse altitude et avec une vitesse réduite, il est probable que l'avion ait subi un décrochage aérodynamique, conduisant à la collision avec le relief.

Les enquêteurs de l'ATSB ont également identifié les facteurs suivants comme ayant augmenter le niveau de risque associés au vol :
- L'équipage ignorait très probablement que l'avion d'observation avait cessé ses opérations dans la zone en raison des conditions environnementales dangereuses.
- En raison du temps de réaction limité dont disposait l'équipage, le reste de la charge de retardant n'a pas été largué avant le décrochage de l'avion, le rendant plus difficile à manœuvrer et empêchant les pilotes de récupérer la situation à temps.

## Conséquences
À la suite de l'accident et de l'enquête de l'ATSB, Coulson Aviation a intégré une procédure de récupération, en cas de cisaillement du vent, dans ses manuels de vol sur le C-130 et une formation récurrente sur simulateur concernant le cisaillement du vent. Ils ont également mis en œuvre une évaluation des risques avant le vol qui doit être effectuée par le commandant de bord avant la première mission de la journée. Ils introduiront également une approche de gestion des risques à trois niveaux : risque organisationnel, risque opérationnel et risque tactique/mission, qui sera utilisée au cours de la prochaine saison des incendies en Australie. De plus, la société a mis à jour ses procédures avant le vol pour intégrer une vérification de l'enregistreur phonique avant chaque vol.
En réponse à cet accident, le NSW RFS a commandé un rapport indépendant sur la gestion de l'espace aérien dans lequel les avions opèrent en soutien aux activités de lutte anti-incendie, a formalisé et établi une description du rôle de « coordinateur des avions bombardiers d'eau », qui sera positionnés lors d'un risque accru d'incendie, et ont entrepris un audit, en collaboration avec les différents opérateurs, des pilotes qualifiés pour effectuer les premiers largages et ont veillé à ce que les dossiers appropriés soient accessibles au personnel du centre des opérations. En outre, ils ont entrepris des recherches détaillées pour identifier les meilleures pratiques (au niveau national et international) relatives aux politiques et procédures de refus de mission et de supervision aérienne, ainsi qu'à la formation et à la certification initiales en matière de largage. Ils ont également entrepris un examen complet de la doctrine aéronautique du NSW RFS, afin d'intégrer les leçons de cet accident dans leurs politiques et procédures existantes.
Après le décès du commandant de bord Ian McBeth, sa famille a créé la fondation Ian McBeth, qui soutient la garde nationale du Montana (en), la garde nationale du Wyoming (en) et la communauté de Wray, dans le Colorado, qui étaient des organisations importantes pour McBeth.

## Médias
L'accident a fait l'objet d'un épisode dans la série télévisée Air Crash nommé « Tragique manque de communication » (saison 25 - épisode 8).